# Abdul Munim Riad
Abdul Munib Riad  (Al-Gharbiyya, 22. listopada 1919. – Al Isma'iliyah, 9. ožujka 1969.), general i zapovjednik egipatskih oružanih snaga.
Vodio je egipatsku vojsku tijekom Šestodnevnog rata.
Poginuo je s 50 godina u izraelskom napadu haubica. Tada se vodio Rat za slabljenje.